# Stanardsville
La ville américaine de Stanardsville est le siège du comté de Greene, dans l’État de Virginie. Lors du recensement de 2000, sa population s’élevait à 476 habitants.

## Source
- (en) Cet article est partiellement ou en totalité issu de l’article de Wikipédia en anglais intitulé « Stanardsville, Virginia » (voir la liste des auteurs).